# Prix des Critiques
Prix des Critiques (Giải của các nhà phê bình) là một giải thưởng văn học cũ của Pháp. Giải này được thiết lập năm 1945, dành cho các tác giả có tác phẩm văn học xuất sắc. Ban giám khảo gồm những nhà chuyên môn trong ngành xuất bản, chủ yếu là các nhà phê bình văn học và các giám đốc tạp chí văn học. 

## Ban giám khảo (danh sách không đầy đủ)
- Maurice Blanchot (1945)
- Roger Caillois
- Jean Paulhan
- Jean Starobinski

## Danh sách người và tác phẩm đoạt giải
- 1945: Romain Gary, Education européenne
- 1947: Albert Camus, La Peste
- 1949: Jules Supervielle, Shéhérazade (Kịch)
- 1952: Georges Borgeaud, Le Préau
- 1953: Alain Robbe-Grillet, Le Voyeur
- 1954: Françoise Sagan, Bonjour tristesse[1]
- 1960: José Cabanis, Le Bonheur du jour
- 1963: Robert Pinget, L’Inquisitoire
- 1964: Jacques Audiberti, Ange aux entrailles
- 1965: Pierre Klossowski, Le Baphomet
- 1970: Edmond Jabès, Elya
- 1971: Yves Bonnefoy, Rome, 1630: l'horizon du premier baroque
- 1973: Raymond Aron, République impériale
- 1974: Noel Devaulx, Avec vue sur la zone
- 1975: Jean-Loup Trassard, L’Ancolie
- 1980: Pascal Quignard, Carus
- 1982: Nicolas Bouvier, Le Poisson-Scorpion
- 1984: Jacques Réda, L’Herbe des Talus